# فريدريش باشن
لويس كارل هاينريش فريدريش باشن (بالألمانية Louis Karl Heinrich Friedrich Paschen) ـ (ولد في شفيرين في 22 يناير 1865 وتوفي في بوتسدام 25 فبراير 1947) فيزيائي ألماني عرف بأبحاثه في التيار الكهربي، كما اكتشف ما يسمى بسلسلة باشن وهي تسلسل من الخطوط الطيفية للهيدروجين في منطقة الأشعة تحت الحمراء ـ سنة 1908، ووضع منحنى باشن (بالإنجليزية: Paschen curve)‏ ـ الذي يستخدم حتى الآن ـ في مقالته المسماة «عن انتقال الأشعة في الهواء والهيدروجين وثاني أكسيد الكربون تحت مستويات مختلفة من الضغط» (بالألمانية Über die zum Funkenübergang in Luft, Wasserstoff and Kohlensäure bei verschiedenen Drücken erforderliche Potentialdifferenz)، والتي نشرها سنة 1889. حصل باشن على وسام رمفورد سنة 1928.